# USS Barnstable County (LST-1197)
El USS Barnstable County (LST-1197) fue un buque de desembarco de carros de combate (LST, acrónimo de Landing Ship Tank), clase Newport, activo originalmente en la Armada de Estados Unidos y posteriormente transferido a la Armada Española donde fue renombrado como Hernán Cortés (L-41) hasta su baja definitiva en el año 2009.

## Armada de los Estados Unidos

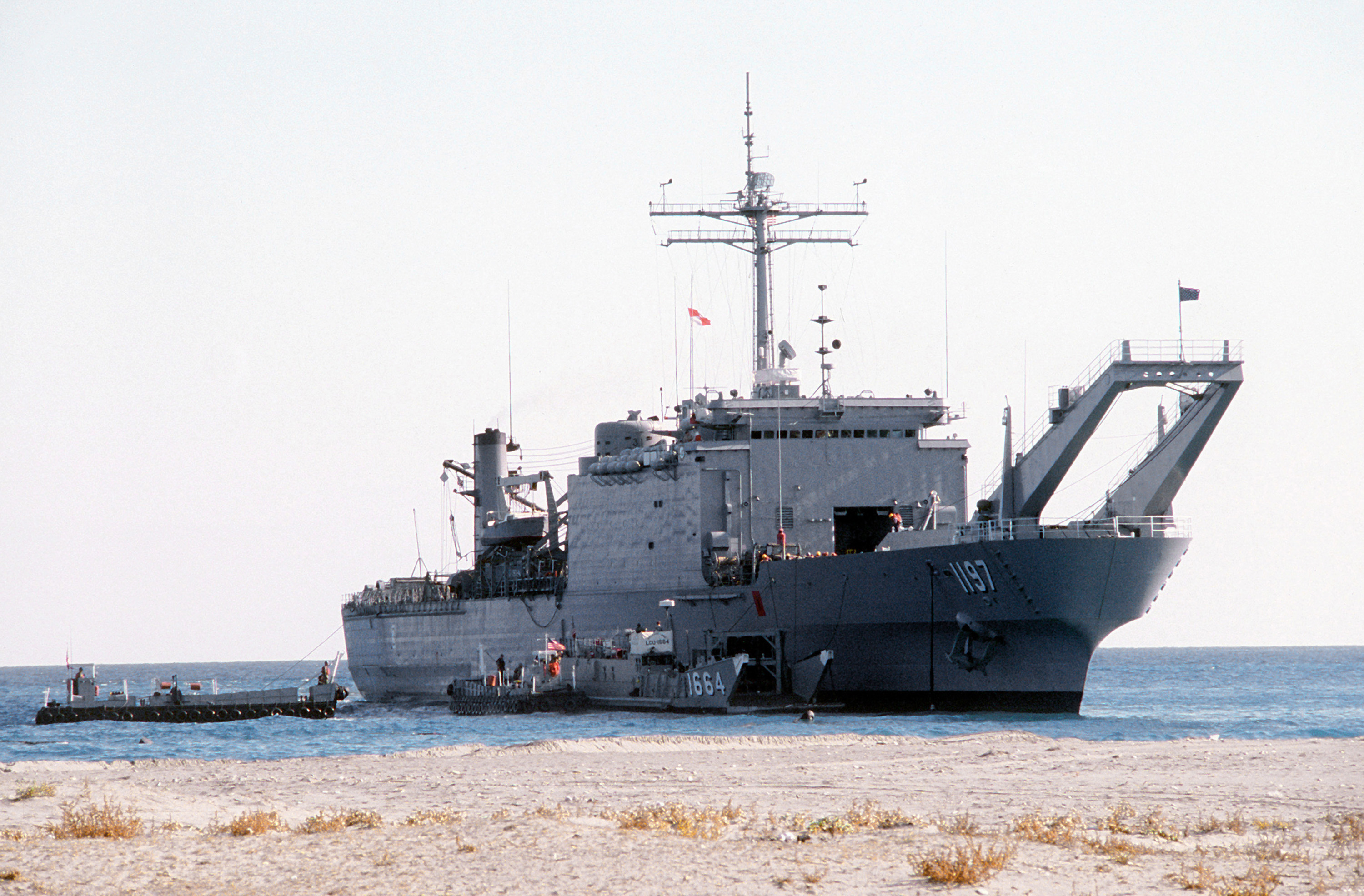
El USS Barnstable County (LST-1197) en 1981.

Fue puesto en grada el 19 de diciembre de 1970 en los astilleros National Steel and Shipbuilding Company, San Diego, California, y botado el 2 de octubre de 1971. Entró en servicio el 2 de mayo de 1972, con el comandante Warren R. Ellsworth al mando, y fue asignado a la fuerza anfibia de la Flota del Atlántico de los Estados Unidos. El 22 de junio de 1994, fue dado de baja en el servicio y vendido a España.

## Armada Española
Entró en servicio en la Armada Española el 26 de agosto de 1994, con el nombre y numeral Hernán Cortés L-41, convirtiéndose en el cuarto buque de la Armada en portar el citado nombre. participó en operaciones de mantenimiento de la paz en las repúblicas que formaron parte de la extinta Yugoslavia y Albania, además de operaciones de ayuda humanitaria en Centroamérica y numerosos ejercicios, tanto nacionales como internacionales, entre ellos, el Destined Glory o Tapón. El 13 de noviembre de 2009, fue retirado del servicio activo.
A finales de agosto de 2014, fue trasladado al desguace de Arinaga en Las Palmas de Gran Canaria para proceder a su desmantelamiento.